# Сан-Садурніньйо
Сан-Садурніньйо (гал. San Sadurniño, ісп. San Saturnino) — муніципалітет в Іспанії, у складі автономної спільноти Галісія, у провінції Ла-Корунья. Населення — 3119 осіб (2009).
Муніципалітет розташований на відстані близько 502 км на північний захід від Мадрида, 35 км на північний схід від Ла-Коруньї.
Муніципалітет складається з таких паррокій: Бардаос, Феррейра, Ігрешафейта, Ламас, Нараїо, Сан-Садурніньйо, Санта-Марінья-до-Монте.

## Демографія
Динаміка населення (INE ):

## Галерея зображень

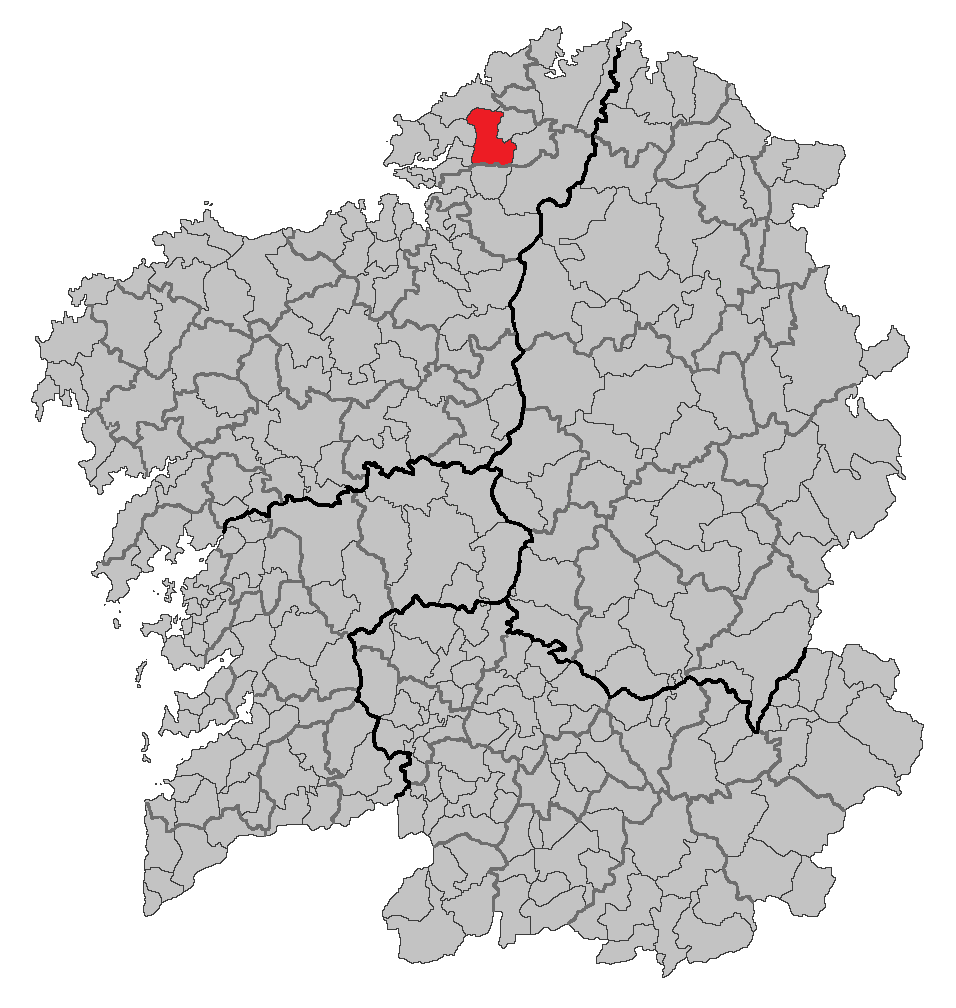
Розташування муніципалітету